# Charles Taylor (rugbysta)
Charles Taylor (ur. 8 maja 1863 w Ruabon, zm. 24 stycznia 1915 na Dogger Bank) – walijski rugbysta, reprezentant kraju, oficer Royal Navy.
W latach 1884–1887 w Home Nations Championship rozegrał dziewięć spotkań dla walijskiej reprezentacji zdobywając jednego gola z podwyższenia. Związany był z Blackheath FC, był także mistrzem Walii w skoku o tyczce.
Do Royal Navy wstąpił 1 lipca 1885 roku, regularnie awansował, otrzymał także Królewski Order Wiktoriański. Podczas I wojny światowej służył na HMS Tiger, zginął w trakcie bitwy na Dogger Bank, był pierwszym reprezentantem Walii poległym podczas tego konfliktu. Został pochowany na cmentarzu w Tavistock.